# Borstel (gebruiksvoorwerp)

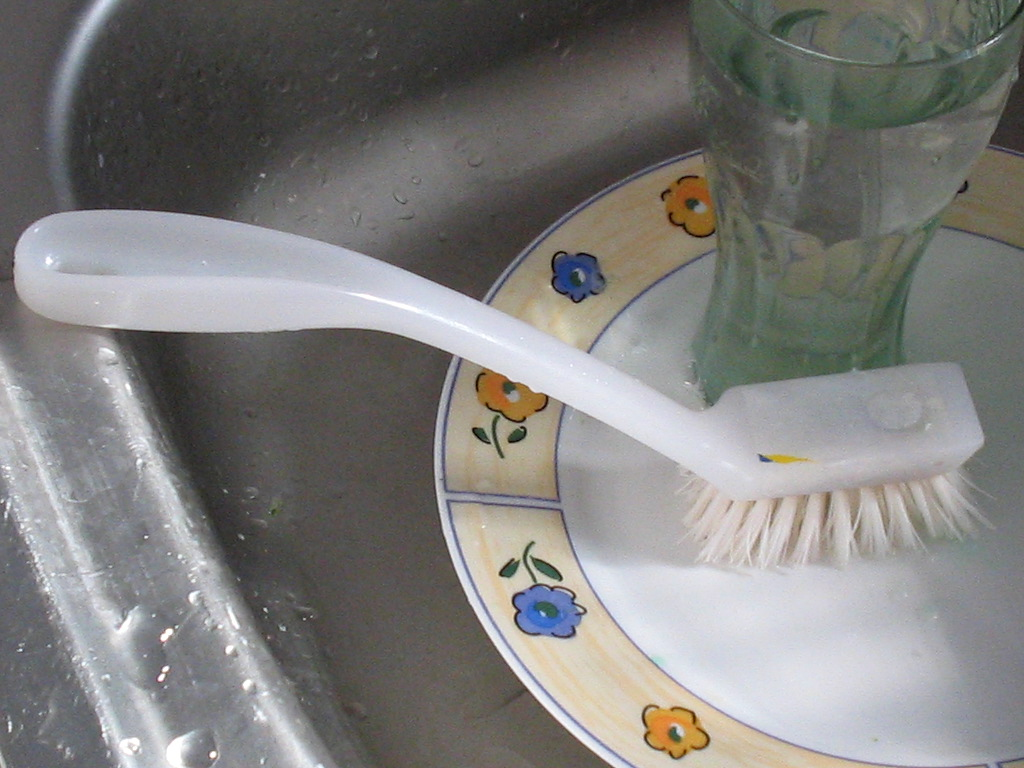
Een afwasborstel in de gootsteen

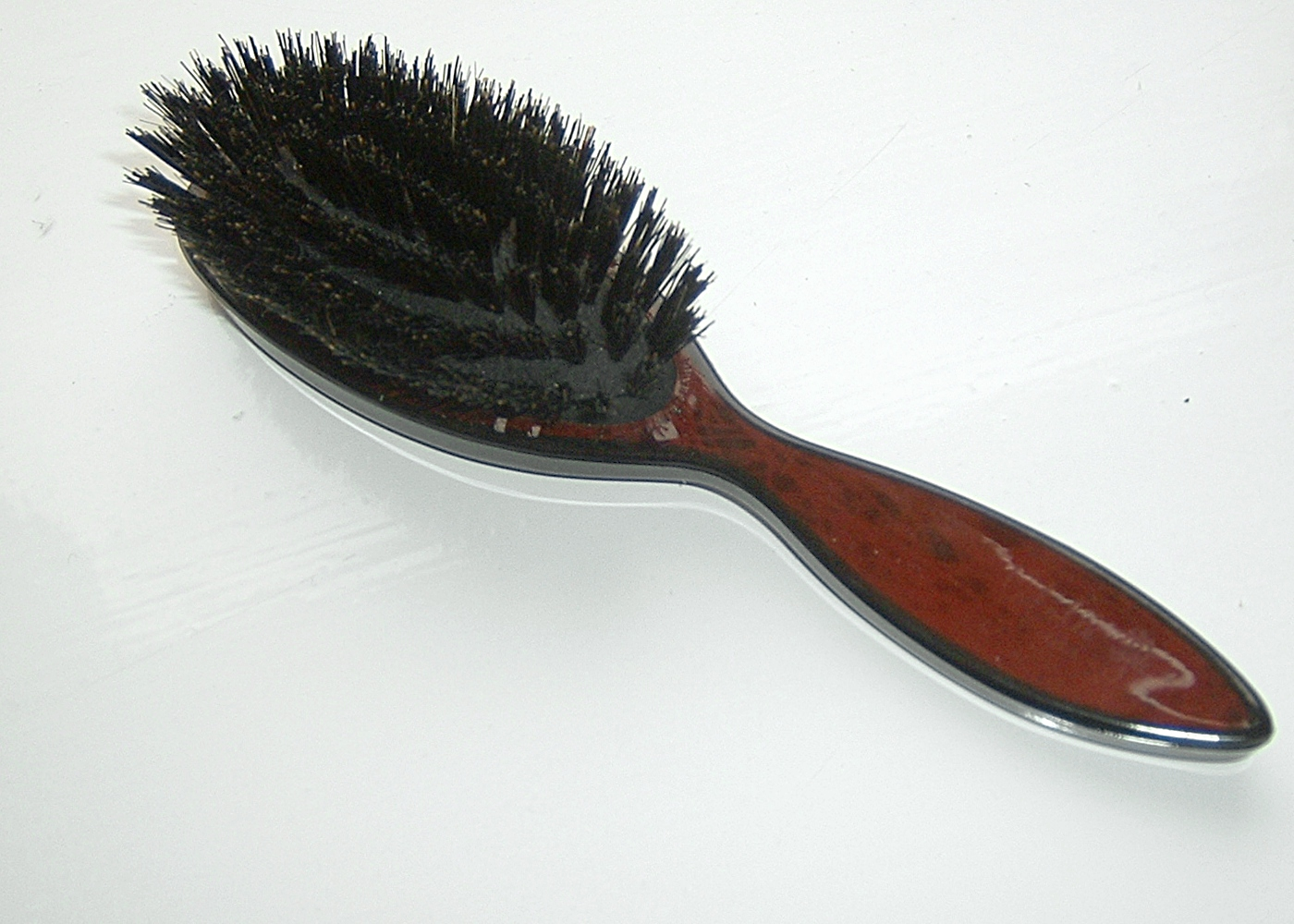
Een haarborstel

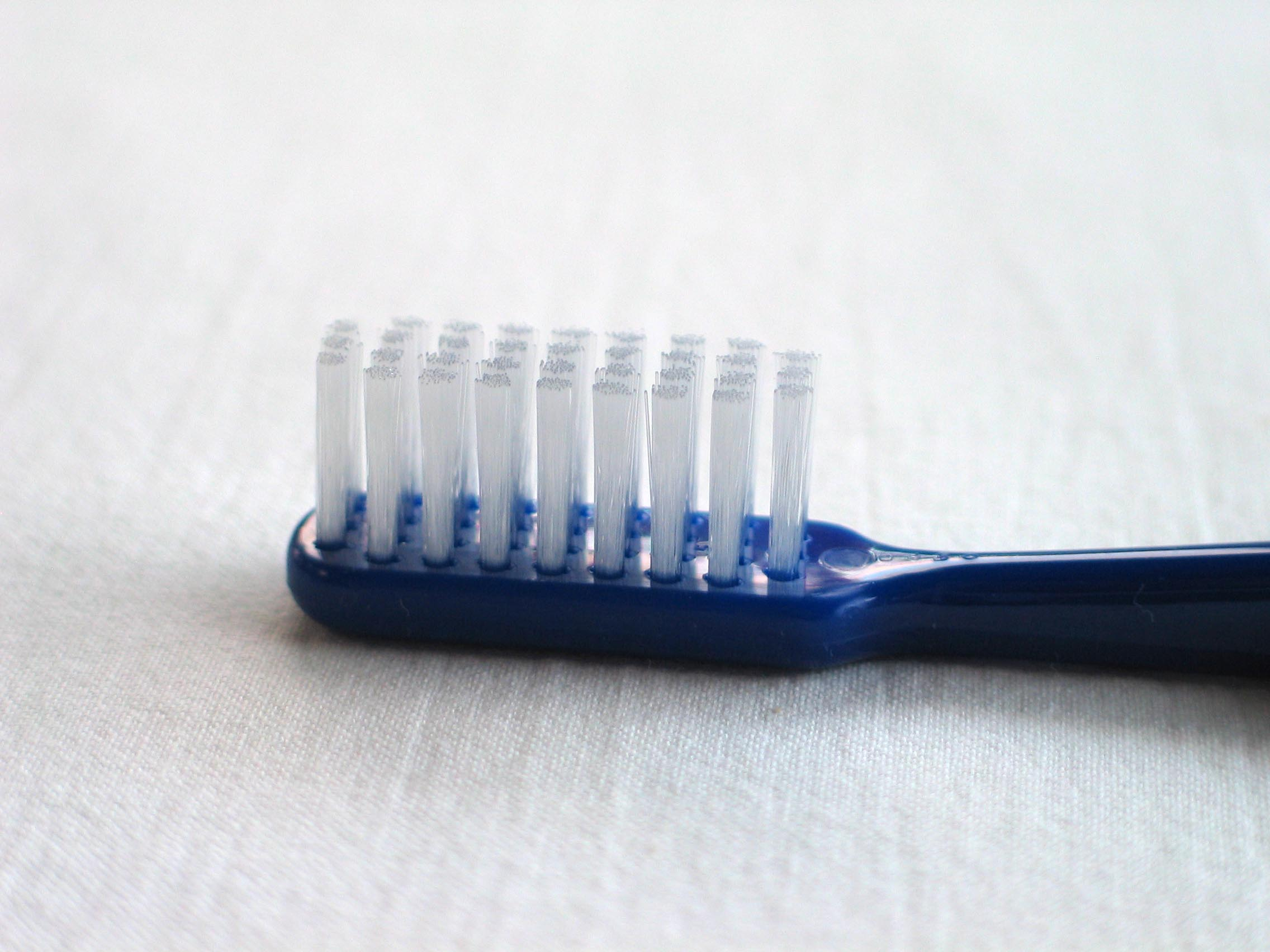
Een tandenborstel

Een borstel is een gebruiksvoorwerp dat bestaat uit een bundel of bundels haren of vezels die in een houder of aan een blad van hout of een andere stof zijn vastgehecht. Met een borstel kan over een oppervlak geveegd of geschrobd worden om dat oppervlak van stof of ander vuil te ontdoen. Door de veelheid van haren of vezels zullen kleine deeltjes weggeveegd worden. Vroeger werden borstels vaak van varkenshaar gemaakt, die vanwege hun stugheid erg geschikt zijn. 
Een borstel kan handgereedschap zijn, maar ook een onderdeel van een apparaat zijn, zoals bij een stofzuiger of bij een autowasserij.
Een borstel bestaat in meerdere soorten en voor vele toepassingen:
- Afwasborstel
- Asvarken
- Haarborstel
- Kledingborstel
- Koolborstel
- Nagelborstel
- Ragebol
- Sjablonneerborstel
- Staalborstel
- Stoffer en blik
- Tandenborstel
- Toiletborstel
- Koeienborstel

Het woord "borstel" wordt ook wel gebruikt om te refereren aan een bezem of (en dan vooral in het Vlaams) een (verf)kwast.
De term "borstel" wordt ook in elektromotoren gebruikt voor het deel dat contact maakt met de verbindingen van de rotorwikkelingen,
zie Koolborstel.
In België is vooral de streek rond Izegem (Roeselare) gekend voor de productie van borstels. Izegem krijgt vaak de titel 'Stad van borstels en schoenen'. 